# Bandera de la República Democrática del Congo
La bandera de la República Democrática del Congo fue adoptada el 18 de febrero de 2006 conjuntamente con una nueva constitución. La nueva bandera, muy similar la de 1963, es azul con un franja diagonal roja de bordes amarillos y un estrella también amarilla en el cantón. El rojo representa la sangre de los mártires del país, el amarillo, la riqueza y la estrella, un futuro radiante para el país. El azul del fondo significa paz.

## Historia
La primera bandera del Congo fue izada en 1877 por la Asociación Internacional Africana del rey Leopoldo II de Bélgica, que estaba formada por un paño azul con una estrella amarilla de cinco puntas en el centro, y que supuestamente fue diseñada por el famoso explorador Henry Morton Stanley, representando la luz de la civilización alumbrando al África Negra. Este diseño se mantuvo, tras ser reconocida oficialmente la posesión belga del Estado Libre del Congo en la Conferencia de Berlín.
Tras ganar la independencia, el 30 de junio de 1960, se añaden a la bandera seis estrellas, representando a las seis provincias en que estaba dividido el Congo Belga en el momento de su independencia.
En 1963, tras la revuelta de Katanga y el golpe de Estado del general Mobutu Sese Seko, se adopta una nueva bandera, también de color azul, con la estrella amarilla en la esquina superior del lado del asta, y una franja diagonal de color rojo perfilado en color amarillo.
En 1971, con el cambio de nombre del país (que pasó a llamarse Zaire), se vuelve a cambiar la bandera. El diseño de la bandera del Zaire consiste en un fondo verde claro, con un círculo amarillo en el centro, y dentro de este aparece un brazo diestro de una persona negra portando una antorcha con llamas rojas.
En 1997, con la caída del régimen del general Mobutu Sese Seko, se vuelve a adoptar la bandera de la independencia, es decir, de color azul con una estrella amarilla de cinco puntas en el centro. En el lado del asta, aparecen seis estrellas amarillas de cinco puntas dispuestas verticalmente, que representan a las 6 provincias en las que estaba dividido el Congo en el momento de su independencia.

### Banderas históricas

Bandera del Reino del Congo (c. siglo XVII)
Bandera del Estado Libre del Congo (1877-1908) y del Congo Belga (1908-1960)
Bandera de la República del Congo (1960-1963)
Bandera de la República del Congo (1963-1966)
Bandera de la República Democrática del Congo (1966-1971)
Bandera del Zaire (1971-1997)
Bandera de la República Democrática del Congo (1997-2003)
Bandera de la República Democrática del Congo (2003-2006)
Bandera de la República Democrática del Congo desde 2006.

- Datos: Q164584
- Multimedia: Flags of the Democratic Republic of the Congo / Q164584